# Lê Huy Vân
Lê Huy Vân (1913-1980), là một nhà báo, nhà phê bình văn học và chính trị gia Việt Nam. Ông quê ở huyện Thanh Oai, tỉnh Hà Đông. Ông sinh sống và hoạt động chủ yếu ở Hà Nội. Ông là đồng tác giả Hiến pháp Việt Nam Dân chủ Cộng hòa 1946.

## Tiểu sử

### Xuất thân
Lê Huy Vân xuất thân trong một gia đình Nho học. Cha ông là Án sát Lê Huy Trước. Thuở nhỏ ông học ở Trường tiểu học Yên Phụ và Trường Bưởi, rồi tốt nghiệp cử nhân luật tại Đại học Luật Hà Nội.

### Trước Cách mạng tháng 8
Khoảng năm 1939, Lê Huy Vân thi đỗ biên tập viên hành chánh (Rédacteur des services Civiles). Ông làm việc tại Tòa Thống sứ Bắc Kỳ ở Hà Nội và Tòa Khâm sứ Trung Kỳ ở Huế một thời gian ngắn, rồi xin thôi việc về Hà Nội cùng làm báo với các bạn trong nhóm Thanh Nghị.
Năm 1940, ông cùng các bạn thành lập báo Thanh Nghị, là thành viên ban biên tập, phụ trách phần trẻ em và phê bình văn học của báo này. Ông cũng là hội viên Hội Tân Việt Nam và có chân trong ban chấp hành Đảng Dân chủ Việt Nam.
Năm 1945, sau khi thành lập chính phủ thân Nhật, Thủ tướng Trần Trọng Kim cử ông giữ chức Chánh Văn phòng Bộ Thanh niên dưới quyền Bộ trưởng Phan Anh.

### Sau Cách mạng tháng 8
Sau Cách mạng tháng 8 năm 1945, trong cuộc bầu cử quốc hội năm 1946, Lê Huy Vân đắc cử đại biểu Quốc hội đơn vị tỉnh Phúc Yên (nay thuộc thị xã Phúc Yên, tỉnh Vĩnh Phúc). Ông được cử giữ chức ủy viên chính thức ban thường trực quốc hội năm 1957 và là đồng tác giả hiến pháp Việt Nam Dân chủ Cộng hòa 1946.
Sau ngày toàn quốc kháng chiến (ngày 19 tháng 12 năm 1946), Lê Huy Vân tham gia kháng chiến chống Pháp suốt chín năm.
Sau năm 1954, ông về Hà Nội làm Tổng biên tập báo Tổ Quốc, cơ quan ngôn luận của Đảng Xã hội Việt Nam.
Lê Huy Vân mất năm 1980 tại Hà Nội.

## Giai thoại
Trong thời gian đầu của cuộc kháng chiến chống Pháp tại Việt Bắc, khoảng năm 1947, Phan Anh và Lê Huy Vân có làm thơ xướng họa khi còn ở chiến khu. Theo lời kể của Phan Anh thì: "Anh Lê Huy Vân được phân công giữ chức thanh tra ở bộ kinh tế. Với tính cương trực của mình, anh Vân được nhiều anh em ủng hộ. Ngoài công tác, anh Lê Huy Vân còn hoạt động về văn hóa, xướng họa thơ ca với anh. Sinh hoạt của các anh em trí thức tuy còn rất bỡ ngỡ trong bước đầu ổn định đời sống chiến khu, nhưng rất vui. Xuân, hạ, thu đem lại sự ổn định cho mọi người sống trong rừng Việt Bắc".
Bài thơ Lê Huy Vân gửi Phan Anh:
Rét mướt đêm qua tổng tấn công
Gọng kìm khép chặt giữa Thu - Đông
Chăn đôi mỏng mảnh tình băng giá
Gối chiếc mênh mông dục đổ hồng
Ủn ỉn nỗi lòng càng cựa quậy
Thờ ơ sắc đẹp, cứ nằm không
"Vê-hai" (V2) đâu đó, đưa ta thử
Đột kích làm chơi, một phát đùng.
Phan Anh trả lời:
Phó cho cái chú Lê Huy
Rừng xanh thui thủi vác chùy đợi ai
Chữ rằng xuân bất tái lai
Cho về kiếm chút "vê-hai" kẻo già.

## Gia đình
Nhà trước ở 58 Lý Thường Kiệt, gần Chùa Quán Sứ, Hà Nội. Vợ là bà Phạm Thị Đảng (1914-2002), con gái Hàng Đào. Có sáu người con là Tú Khuê, Tú Mạc, Huy Thái, Tú Uyển, Tú Oanh và Thanh Nhu.